# Liste de couverts de table
Cette liste recense les couverts de table.

## Liste

### Couverts génériques
- Baguettes
- Couteau
- Cuillère (voir la liste de cuillères)
- Cure-dent
- Fourchette
- Paille
- Pincettes

### Ustensiles spécifiques
- Casse-noix
- Couteau à beurre
- Fourchette à escargot
- Pince à escargot